# Oum Lâalag

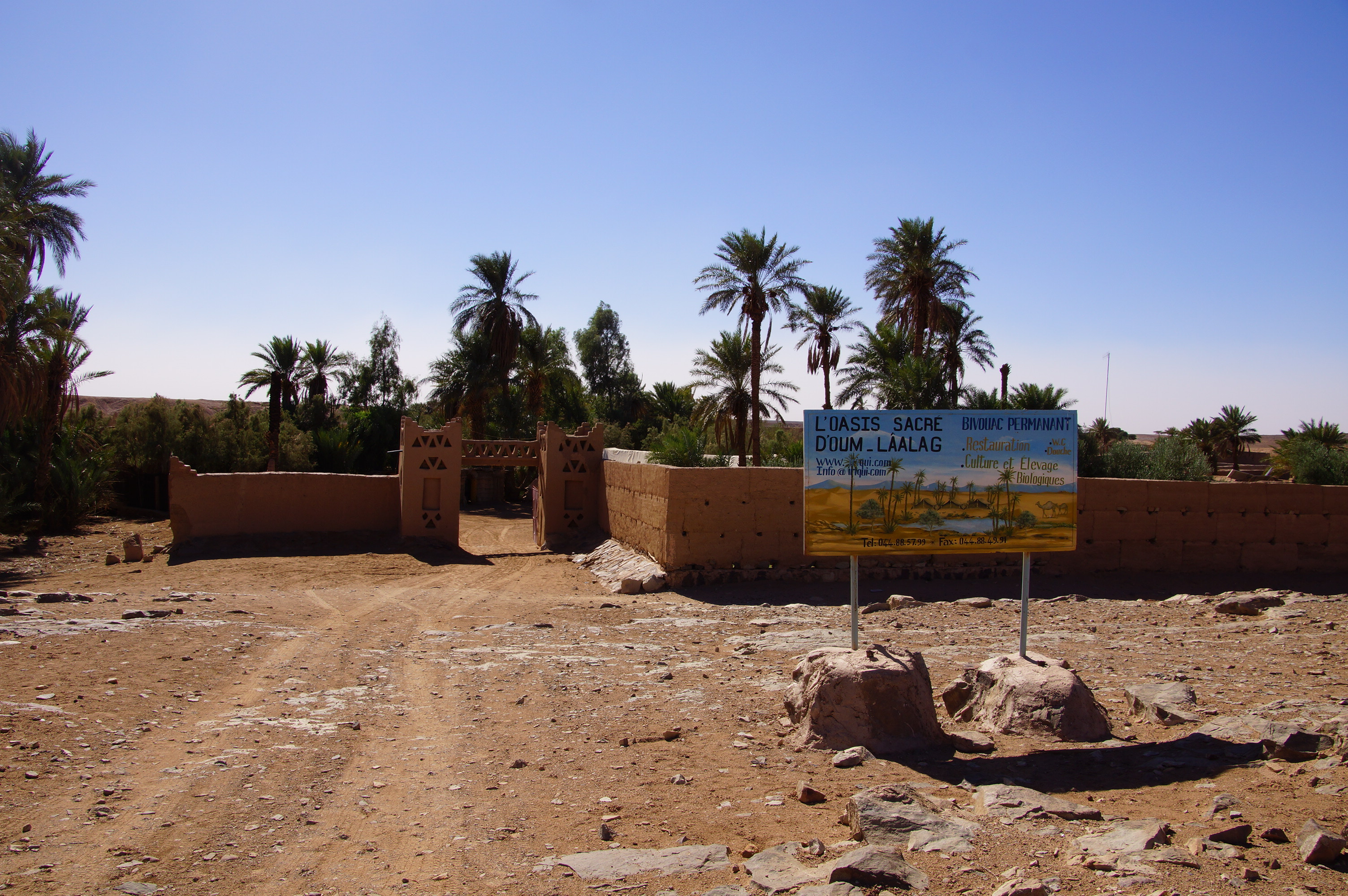
Oum Lâalag

Panoramablick der Oase Oum Lâalag (Blickrichtung nach NW)

Die heilige Oase Oum Lâalag (französisch L’Oasis sacrée d’oum Lâalag) liegt 50 km westlich von M’hamid in Marokko an der alten Piste nach Timbuktu, ca. 44 Kilometer vor der algerischen Grenze.
Die Oase ist etwa 15 Hektar groß und gilt als heilig, weil sie den kostbarsten Reichtum der Wüste hat: Wasser. Die Quelle wird nach einem alten Volksglauben von einer schützenden Seele bewohnt. In der Oase gibt es ein Biwak-Lager, in dem umweltfreundlicher Tourismus angeboten wird. Von dort kann man die hohen Dünen von Erg Chegaga auf dem Dromedar oder im Geländewagen erreichen.
Die Oase liegt am Nordrand des 123.000 Hektar großen Nationalparks Iriqui, der 1994 gegründet wurde. Es gibt in der Umgebung Dorkasgazellen, Mähnenspringer, Hyänen und Kragentrappen. Es gibt Pläne Afrikanische Strauße und Oryxantilopen anzusiedeln.